# Carlos X Gustavo da Suécia
Carlos X Gustavo (Nyköping, 1622 – Gotemburgo, 1660) – conhecido como Carlos X ou Carlos Gustavo e em sueco como Karl X Gustav – foi rei da Suécia de 1654 até sua morte em 1660.                                                                                                         
Era filho de João Casimiro, Conde de Zweibrücken-Kleeburgo, e sua esposa Catarina da Suécia, filha de Carlos IX da Suécia.                                                                                                     
Embora sem direito ao trono, foi declarado rei após a abdicação da sua prima a rainha Cristina em 1654. 
Ficou conhecido por ter derrotado a Dinamarca, e anexado para a Suécia os territórios dinamarqueses da Escânia, Blekinge, Halland, Bohuslän, Trøndelag e Bornholm.                                                                                     

Em 1642, Carlos juntou-se às tropas suecas na Germânia com Lennart Torstensson, retornando em 1645, poucos anos antes do fim da Guerra dos Trinta Anos. Ele falhou em desposar a rainha Cristina da Suécia, então uma menor, que garantiu-lhe o cargo de comandante das forças suecas na Alemanha em 1648, mesmo com a oposição dos nobres. No ano seguinte, ela declarou-o seu herdeiro, e ele foi coroado em 1654.
A primeira ação que Carlos X tomou foi restaurar as finanças públicas, debilitadas durante o reinado de Cristina. No Riksdag (parlamento) de 1655, ele impôs a Redução, pela qual a nobreza teriam que devolver à coroa certas terras e, inclusive, pagar uma remuneração anual ou entregar um quarto das propriedades adquiridas desde 1633. Essas medidas financeiras não foram tão rígidas até surgir a intenção de Carlos de atacar a Polônia.
Sabendo da ambição polonesa pelo trono sueco, Carlos X tinha seus motivos pela guerra baseados na vontade de controlar a região Báltica e reprimir uma potencial ameaça da Rússia na Polônia. Suas vitórias decisivas iniciais na Polônia (1655-60) forçaram o rei polonês João II Casimiro Vasa a fugir; contudo, a Rússia e o Sacro Império entraram na guerra e, logo depois, se juntaram com o ex-aliado de Carlos X, o eleitor de Brandemburgo, assim como a Dinamarca e Países Baixos.
Com sua campanha polonesa ocupada, Carlos X atacou audaciosamente a Dinamarca (1657), conquistando rapidamente a Província de Jutlândia e ameaçando Sjaelland. Pelo tratado de paz de Roskilde (1658), a Dinamarca cedeu todas as suas posses no sul da Suécia e no centro da Noruega, bem como a Ilha de Bornholm.
Tendo falhado em obter ajuda da Inglaterra ou da França, para invadir Brandemburgo, Carlos novamente atacou a Dinamarca (1658), esperando conter a crescente aliança dinamarquesa-holandesa. Assim formou-se uma estado escandinavo unificado. Quando os dinamarqueses resistiram, lutando contra um ataque em Copenhague em fevereiro de 1659, o Riksdag foi chamado em Gotemburgo (1660) para finalizar a situação militar. Carlos faleceu enquanto o Riksgad estava em sessão.